# Tingupa arizonica
Tingupa arizonica är en mångfotingart som beskrevs av Loomis 1966. Tingupa arizonica ingår i släktet Tingupa och familjen Tingupidae. Inga underarter finns listade i Catalogue of Life.